# Wielopole (Chełmiec)

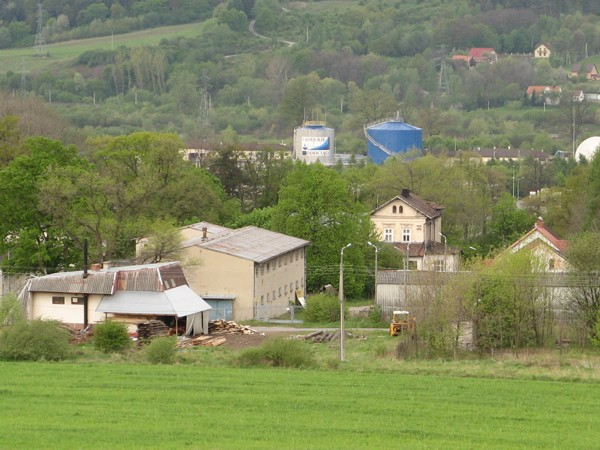
Ortsansicht

Wielopole ist eine Ortschaft mit einem Schulzenamt der Gemeinde Chełmiec im Powiat Nowosądecki der Woiwodschaft Kleinpolen, Polen.

## Geographie
Der Ort liegt am rechten Ufer des Flusses Dunajec im Sandezer Becken (Kotlina Sądecka) etwa fünf Kilometer nördlich von der Stadt Nowy Sącz.
Die Nachbarorte sind die Stadt Nowy Sącz im Süden, Rdziostów im Westen, Wielogłowy im Norden, Naściszowa im Osten.

Das Dorf in der Gemeinde

## Geschichte
Das Dorf existierte im Mittelalter.
Nach der Ersten Teilung Polens kam Wielopole zum neuen Königreich Galizien und Lodomerien des habsburgischen Kaiserreichs (ab 1804).
Im Jahre 1900 hatte das Dorf in 50 Häusern 305 Einwohner, davon alle polnischsprachig und römisch-katholisch.
1918, nach dem Ende des Ersten Weltkriegs und dem Zusammenbruch der k.u.k. Monarchie, kam Wielopole zu Polen. Unterbrochen wurde dies durch die Besetzung Polens durch die Wehrmacht im Zweiten Weltkrieg, während der es zum  Generalgouvernement gehörte.
Von 1975 bis 1998 gehörte Wielopole zur Woiwodschaft Nowy Sącz.

## Verkehr
Durch Wielopole verläuft die Staatsstraße DK 75, die Kraków durch Bochnia mit Nowy Sącz verbindet.